# 1996 à Terre-Neuve-et-Labrador
Chronologie de Terre-Neuve-et-Labrador
- 1992
- 1993
- 1994
- 1995
- 1996
- 1997
- 1998
- 1999
- 2000

Cette page concerne des événements d'actualité qui se sont produits durant l'année 1996 dans la province canadienne de Terre-Neuve-et-Labrador.

## Politique

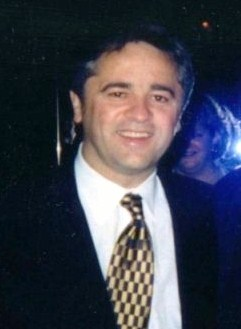
Brian Tobin

- Premier ministre : Clyde Wells puis Brian Tobin
- Chef de l'Opposition :
- Lieutenant-gouverneur :
- Législature :

## Événements
- 22 février : élection générale à Terre-Neuve-et-Labrador — le Parti libéral conserve sa majorité à la Chambre d'assemblée ; le Parti progressiste-conservateur forme l'opposition officielle.